# مگسهایم
مگسهایم (به آلمانی: Megesheim) یک شهر در آلمان است که در دناو-ریس واقع شده‌است.